# Gioseffo Zarlino
(Gioseffo Zarlino)
Gioseffo Zarlino (Chioggia, 31 gennaio 1517 – Venezia, 4 febbraio 1590) è stato un compositore, teorico musicale e religioso italiano, cittadino della Repubblica di Venezia. Gli viene attribuita l'invenzione della moderna armonia tonale, basata su due soli modi: il maggiore e il minore. Inoltre diede un notevole contributo alla teoria del contrappunto. Fu probabilmente il maggior teorico musicale del Rinascimento.

## Biografia
Ricevette la sua prima educazione presso i frati francescani, nel cui ordine entrò nel 1532. Dal 1536 fu cantore alla cattedrale di Chioggia e, dal 1539, anche organista; nello stesso anno divenne diacono.
Nel 1540 venne ordinato sacerdote e nel 1541 si recò a Venezia per studiare con Adrian Willaert, famoso maestro di cappella della Basilica di San Marco.
Nel 1565, dopo le dimissioni del successore di Willaert, Cipriano de Rore, divenne egli stesso maestro di cappella a San Marco, uno degli incarichi più prestigiosi in ambito musicale all'epoca, che tenne per ben 25 anni fino alla morte. Studiarono con lui musicisti e teorici che diverranno celebri: Claudio Merulo, Vincenzo Galilei (padre di Galileo Galilei), Giovanni Maria Artusi, Giovanni Croce e Girolamo Diruta.

## Teoria musicale e influenze
La sua fama principale è dovuta alla sua attività di teorico musicale. Egli codificò la divisione dell'ottava in dodici parti che descrisse nel trattato Istitutioni Harmoniche. In quest'opera, pubblicata a Venezia nel 1558, Zarlino chiarisce come la musica sia innanzitutto un sapere o, meglio, una scienza fondata sulla quantificazione delle voci e dei suoni musicali. La definizione di musica come scienza esatta che si appoggia all'aritmetica era in pieno accordo con il fermento culturale rinascimentale nel quale viveva l'autore.
 Nel suo trattato Dimostrationi Harmoniche (1571)  parlò dell'importanza del settimo grado e della nota Si nella scala, che per molto tempo gli fu attribuita. Nel Musica practica (1482), Bartolomeo Ramos de Pareja introdusse una scala che comprendeva il settimo grado, chiamato Is (in seguito indicato come Sj), una notazione utilizzata per designare la settima nota nella tonalità maggiore. Questa notazione fu in uso fino al 1571, quando Gioseffo Zarlino, nel suo trattato Dimostrationi Harmoniche, ribattezzò la nota Si.  Nello stesso trattato Zarlino perfezionò il pentagramma introducendo una serie di modifiche al sistema di Ugolino da Orvieto, tra cui l'aggiunta di chiavi e l'uso di linee e spazi vuoti per indicare le note. Queste modifiche resero il pentagramma ancora più preciso e versatile e contribuirono alla sua diffusione in tutto il mondo. 
 Zarlino riconsiderò il numero di modi per enfatizzare il Do nel modo Ionio, realizzando così un sistema basato su tonalità di scale maggiori e minori. I suoi lavori sulla teoria musicale, pubblicati per i tipi di Francesco Franceschi, raggiunsero tutta Europa alla fine del XVI secolo. Traduzioni e versioni con annotazioni divennero molto comuni in Francia, Germania e Paesi Bassi: esse influenzarono la successiva generazione di musicisti che rappresentarono l'inizio della musica barocca.
Zarlino fu il primo a scoprire la supremazia della triade sull'intervallo, il che significa pensare in modo armonico. Il suo sviluppo del temperamento naturale proviene da un'imperfezione degli intervalli musicali nel sistema pitagorico. Con questa correzione egli desiderava ridare la massima purezza al suono con un sistema di dodici toni.

## Opere
Gioseffo Zarlino fu un compositore poco prolifico, tuttavia i suoi mottetti sono eleganti e dimostrano la sua maestria nell'uso del contrappunto. Le sue composizioni utilizzano un linguaggio più conservatore di quelle dei suoi contemporanei: nei suoi madrigali, evitava addirittura i tratti omofonici, del tutto comuni presso gli autori coevi, preferendo utilizzare tecniche prettamente polifoniche, come nei mottetti. I suoi lavori pubblicati fra il 1549 e il 1567 includono 41 mottetti, molti dei quali a cinque e sei voci, e 13 lavori profani, di cui principalmente madrigali a quattro e cinque voci.
- Istitutioni Harmoniche (1558)
- Dimostrationi Harmoniche (1571)
- Sopplimenti musicali (1588).